# Douma du district-autonome de Khantys-Mansis — Iougra
VIIe législature
no 14, rue Mira, Khanty-Mansiïsk
La douma du district autonome de Khantys-Mansis — Iougra (en russe : Дума Ханты-Мансийского автономного округа — Югры) est l'organe législatif régional des Khantys-Mansis en Russie. Le parlement est composé de 38 députés élus pour 5 ans au suffrage universel direct. À la suite des dernières élections en 2021, l'assemblée est dominée par Russie unie.

## Élections

### 2021
| Parti,        | Parti,                               | %     | Sièges |
| ------------- | ------------------------------------ | ----- | ------ |
|               | Russie unie                          | 40.23 | 29     |
|               | KPRF                                 | 17.22 | 4      |
|               | LDPR                                 | 14.64 | 3      |
|               | Russie juste                         | 7.71  | 1      |
|               | RPPSS                                | 7.45  | 1      |
|               |                                      |       |        |
|               | Communistes de Russie                | 3.97  | 0      |
|               | Parti de la liberté et de la justice | 2.69  | 0      |
|               | Rodina                               | 1.44  | 0      |
|               |                                      |       |        |
| Participation | Participation                        | 46.61 |        |